# 1870 w sztukach plastycznych
Wydarzenia w sztukach plastycznych i wizualnych w 1870 roku.

## Malarstwo

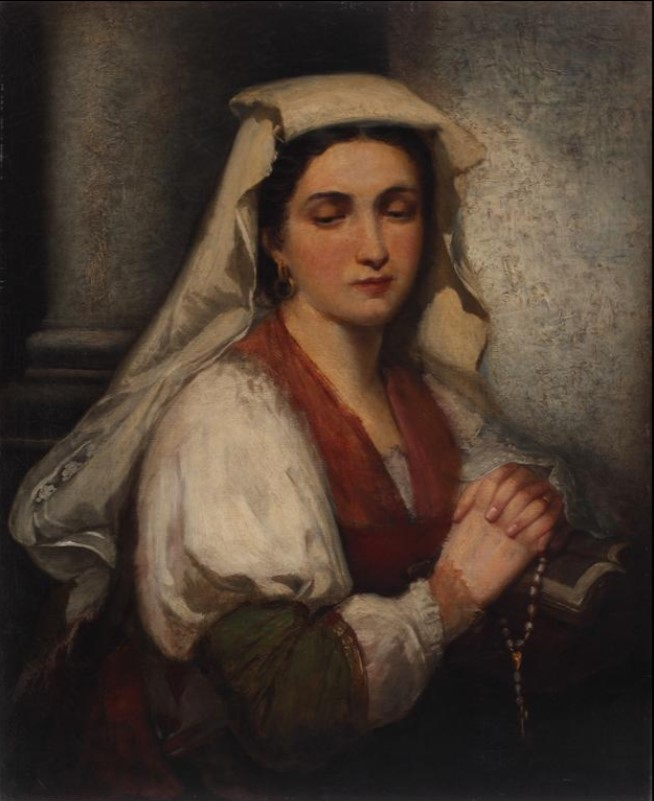
Aleksander Kotsis, Neapolitanka

- Józef Chełmoński

Odlot żurawi – olej na płótnie, 44x58 cm
- Adam Chmielowski

List – olej na tekturze, 28,5x21 cm
- Gustave Courbet

Fala
Wybrzeże w Étretat po burzy - olej na płótnie, 133 x 162
- Julian Fałat

Plebania w Wyszatycach – akwarela na papierze, 8x13 cm
- Aleksander Kotsis

Bez dachu – olej na płótnie, 80x118,5 cm
Dzieci z osiołkiem – olej na płótnie, 33x46 cm
Giewont I (ok. 1870) – olej na płótnie naklejonym na tekturę, 32,5x65 cm
Giewont II (ok. 1870) – olej na tekturze, 30,5x55,5 cm
Góral – olej na płótnie, 134×79,5 cm
Młyn w Prądniku (1865–1870) – olej na płótnie, 46×56 cm
Neapolitanka (ok. 1870) – olej na płótnie, 73×59,5 cm
Ostatnia chudoba – olej na płótnie, 65,5x78,5 cm
Portret malarki Józefiny Geppert (ok. 1870) – olej na płótnie
Rudowłosa (ok. 1870) – olej na tekturze, 50x40 cm
W szynku (ok. 1870) – olej na kartonie. 39,5x50 cm
- Camille Pissarro

Ulica
- Auguste Renoir

Baigneuse avec un griffon ou Lise au bord de la Seine

## Urodzeni
- Henryk Glicenstein (zm. 1942), polsko-amerykański rzeźbiarz, malarz i grafik
- Osyp Kuryłas (zm. 1951), ukraiński malarz i grafik
- 2 stycznia – Ernst Barlach (zm. 1938), niemiecki rzeźbiarz i malarz
- 3 marca – Georg Hellat (zm. 1943), estoński architekt
- 13 marca – William Glackens (zm. 1938), amerykański malarz
- 1 kwietnia – Max Doerner (zm. 1939), niemiecki malarz, konserwator i restaurator dzieł sztuki
- 14 kwietnia – Wiktor Borisow-Musatow (zm. 1905), rosyjski malarz
- 3 maja – Aleksandr Benois (zm. 1960), rosyjski malarz
- 20 czerwca – Georges Dufrénoy (zm. 1943), francuski malarz
- 5 lipca – Claudio Castelucho (zm. 1927), hiszpański malarz i rzeźbiarz
- 26 lipca – Ignacio Zuloaga (zm. 1945), hiszpański malarz
- 1 sierpnia – Ladislav Šaloun (zm. 1946), czeski rzeźbiarz
- 22 października – Tadeusz Cieślewski (zm. 1956), polski malarz
- 25 listopada – Maurice Denis (zm. 1943), francuski malarz i grafik
- 15 grudnia – Josef Hoffmann (zm. 1955), austriacki architekt i projektant sztuki użytkowej
- 25 grudnia – Ferenc Helbing (zm. 1958), węgierski malarz i grafik

## Zmarli
- David Octavius Hill (ur. 1802), szkocki pionier fotografii i malarz
- 25 kwietnia – Daniel Maclise (ur. 1806), irlandzki malarz
- 6 grudnia – Frédéric Bazille (ur. 1841), francuski malarz